# Alfons Maria van Beieren

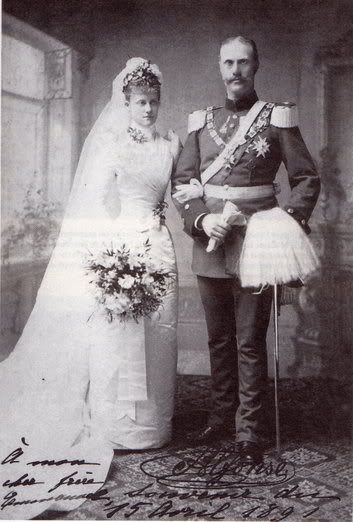
Huwelijk van Alfons Maria en Louise van Alençon

Alfons Maria Franz Clemens Maximilian van Beieren (München, 24 januari 1862 - aldaar, 9 januari 1933) was een Beierse prins.
Alfons was een zoon van Adalbert Willem van Beieren (de jongste zoon van koning Lodewijk I van Beieren) en diens echtgenote Amelia van Bourbon (een dochter van Francisco de Paula van Bourbon en Louise Charlotte van Bourbon-Sicilië).
Alfons dong naar de hand van aartshertogin Marie Valerie van Oostenrijk. Deze voelde zich tijdens het kennismakingsgesprek evenwel "wie eine Kuh auf dem Viehmarkt", een indruk die - kennelijk - versterkt was doordat de Beierse gast voortdurend over de verzorging van paarden sprak. Tot een huwelijk tussen die twee kwam het niet.
Op 15 april 1891 trad hij op Slot Nymphenburg in het huwelijk met Louise Victoria van Alençon, een dochter van Ferdinand van Alençon-Orléans en diens vrouw Sophie en een nichtje van de Oostenrijkse aartshertogin die zich zo succesvol aan de paardenkeuring had weten te onttrekken.
Het paar kreeg twee kinderen:
- Jozef Clemens (25 mei 1902-8 januari 1990)
- Elisabeth Maria (10 oktober 1913-3 maart 2005), trouwde in 1939 met Franz Joseph Graf von Kageneck en daarna in 1944 met Ernst Kustner, van wie ze in 1953 scheidde.

- Gemeinsame Normdatei: 13703492X
- International Standard Name Identifier: 0000 0000 5875 5968
- Virtual International Authority File: 81281307
- WorldCat: E39PBJbM64FRpghfwwWpvdMtrq